# Бивио Сан Никола (Терамо)
Бивио Сан Никола (итал. Bivio San Nicola) је насеље у Италији у округу Терамо, региону Абруцо.
Према процени из 2011. у насељу је живело 38 становника. Насеље се налази на надморској висини од 383 м.